# Phrynocephalus clarkorum
Espèce
Phrynocephalus clarkorum est une espèce de sauriens de la famille des Agamidae.

## Répartition
Cette espèce se rencontre au Pakistan et en Afghanistan.

## Étymologie
Cette espèce est nommée en l'honneur de Richard J. Clark et Erica D. Clark.

## Publication originale
- Anderson & Leviton, 1967 : A new species of Phrynocephalus (Sauria: Agamidae) from Afghanistan, with remarks on Phrynocephalus ornatus Boulenger. Proceedings of the California Academy of Sciences, sér. 4, vol. 35, no 11, p. 227-234 (texte intégral).